# 异叶鳞始蕨
异叶鳞始蕨（学名：Lindsaea heterophylla）也称异叶陵齿蕨，为鳞始蕨科鳞始蕨属下的一个种。